# Sacra Music
Sacra Music é uma gravadora japonesa subsidiária da Sony Music Entertainment Japan, criada em 1 de abril de 2017 e especializada em músicas anison. 
Desde sua criação, se tornou extremamente popular, atraindo artistas nacionais e interessados no mercado exterior. 
Com várias gravações para animes e lançamentos de sucesso lançados, seus artistas provaram ser muito atraentes para divulgar eventos nacionais e estrangeiros. Com sua parceria com a Aniplex, também subsidiária da Sony, visa fortalecer sua estratégia de mercado exterior e se expandir globalmente, concentrando-se em atividades como a participação em eventos, concertos ao vivo e distribuição de obras musicais.
Diversos artistas da gravadora participaram do evento ao vivo "SME MUSIC THEATER 2017", realizado na Saitama Super Arena nos dias 27 e 28 de maio. 
Entre os dias 27 e 28 de maio de 2019, ocorreu o "SACRA MUSIC FES.2019 -NEW GENERATION-!", contando com a presença de inúmeros artistas populares.

## Artistas
| - Eir Aoi - ASCA - Ayano Mashiro - EXiNA - =LOVE - EGOIST - Elisa - Luna Kaguya - Garnidelia | - ClariS - Shuka Saitō - Soma Saito - Tomohisa Sako - Hiroyuki Sawano - SANGATSU NO PHANTASIA - Spira Spica - Kana Hanazawa - halca | - Luna Haruna - PENGUIN RESEARCH - LiSA - ReoNa |